# コニャ＝リヨンヌ
コニャ＝リヨンヌ （Cognat-Lyonne）は、フランス、オーヴェルニュ＝ローヌ＝アルプ地域圏、アリエ県のコミューン。

## 地理
国道2209号線を通じてヴィシーの西側に位置し、ヴィシー都市圏の一部となっている。コミューンは2つの集落、東のコニャと西のリヨンヌとに分かれており、距離は2kmほどである。

## 歴史
1568年1月6日、プロテスタント軍とカトリック軍との間でコニャの戦いが発生した。ヴィシーを本拠とするプロテスタント軍がカトリック軍を撃破した。プロテスタント側の首領でポンスナ領主フランソワ・ブセは、自分の部下の一人に誤って殺害された。カトリック側の首領の1人、オートフイユ領主ジャン・ド・ラ・ファイエットは戦死した。プロテスタント軍はコンデ公軍とオルレアンで合流した。コニャの集落とオートフイユ城はこの戦いで破壊されてしまった。城は現在の教会の近くにあった。
現在の名称、コニャ＝リヨンヌとなったのは1847年5月からである。

## 経済
農村地帯のコミューンであるが、建設分野の数社やサボテン育種業で従業員を雇用している。

## 人口統計
| 1962年 | 1968年 | 1975年 | 1982年 | 1990年 | 1999年 | 2006年 | 2011年 |
| ------ | ------ | ------ | ------ | ------ | ------ | ------ | ------ |
| 520    | 488    | 501    | 474    | 556    | 547    | 616    | 676    |

参照元:1999年までEHESS、2004年以降INSEE

## 史跡
- サント・ラドゴンド教会 - 12世紀ロマネスク様式。歴史文化財指定されている